# 永井均 (歴史学者)
永井 均（ながい ひとし、1965年 - ）は、日本の歴史学者。広島市立大学広島平和研究所教授。専門分野は日本近現代史。学位は博士（文学）。

## 来歴
立教大学卒業。立教大学文学研究科史学専攻博士後期課程単位取得退学。
2013年、著作『フィリピンBC級戦犯裁判』（講談社）により、アジア太平洋地域に関する優れた出版物の著者に贈られる「第25回アジア・太平洋賞」の特別賞を受賞。

## 著書・論文

### 単著
- 『フィリピンと対日戦犯裁判　1945-1953年』岩波書店、2010年2月
- 『フィリピンBC級戦犯裁判』講談社、2013年4月

### 編書
- 『戦争犯罪調査資料―俘虜関係調査中央委員会調査報告書綴』東出版、1995年12月
- 内海愛子, 永井均編『東京裁判資料―俘虜情報局関係文書』現代史料出版、1999年2月 ISBN 978-4906642687
- 粟屋憲太郎, 永井均, 豊田雅幸編集・解説『東京裁判への道―国際検察局・政策決定関係文書』全5巻、現代史料出版、1999年3月
- 奈須恵子, 永井均, 豊田雅幸, 山田昭次, 茶谷誠一編集『遠山郁三日誌　1940～1943年』山川出版社、2013年2月 ISBN 978-4634520165

### 監修
- 内海愛子, 永井均監修・解説『新聞史料にみる東京裁判・BC級裁判』全2巻、現代史料出版、2000年2月

### 訳書
- ハーバート・ビックス『昭和天皇』（上・下）、吉田裕監修、岡部牧夫・川島高峰共訳、講談社 2002、講談社学術文庫 2005

### 論文
- CiNii Articles 著者 - 永井 均